# Al Majd
Pour les articles homonymes, voir Majd.
Al Majd (arabe : حزب المجد signifiant « La Gloire ») est un parti politique tunisien fondé en 2011. Il se définit comme « centriste, d'obédience maghrébine, arabe et islamique, ouvert sur ses dimensions africaine et méditerranéenne ».
Le fondateur et secrétaire général du parti, Abdelwahab El Hani, a vécu en exil à partir de 1991, avant de rentrer en Tunisie au lendemain de la révolution de 2011. Il dépose le 9 mars 2011 une demande de légalisation auprès du ministère de l'Intérieur qu'il obtient le 24 mars. Le 20 mars, jour de la fête nationale, il présente son programme, qualifié de « rationnel et tourné vers l'avenir » par son secrétaire général, devant 300 à 400 personnes réunies à Tunis.
Le parti participe aux élections législatives de 2014 dans 18 circonscriptions.
Le parti a défini un slogan officiel : « Citoyenneté, République, Démocratie ».